# Alcalde pedani
Alcalde pedani és el nom que rep el representant de l'òrgan unipersonal executiu que se situa al capdavant del govern local d'una pedania o sindicatura (Entitat Local d'Àmbit Territorial Inferior al Municipal), sent aquestes entitats submunicipals. L'alcalde pedani seria l'alcalde d'un nucli de població, generalment rural i de petita grandària (caserius, parròquies, llogarets, barris, concejos, pedanies, anteiglesia, llocs annexos i altres anàlegs), situat dins d'un terme municipal regit per una altra localitat major, el govern de la qual i administració estan regits sota un règim de Concejo abierto.
Pot ser candidat per a Alcalde Pedani qualsevol elector resident en el municipi amb dret de sufragi passiu. L'Alcalde Pedani és comunament escollit pels electors del municipi mitjançant sistema majoritari.

## Normativa
- Reial decret Legislatiu 781/1986, de 18 d'abril, pel qual s'aprova el text refós de les disposicions legals vigents en matèria de Règim Local.[1]
- Entrada en vigor: 13/05/1986

## Articles
- Art. 39.

L'Alcalde pedani, òrgan unipersonal executiu de l'Entitat local, presideix la Junta Veïnal i és escollit conforme a la Llei Electoral.
- Art. 40.

L'Alcalde pedani tindrà les atribucions que la Llei assenyali a l'Alcalde, circumscrites a l'administració de la seva Entitat, i en particular les següents:
a) Convocar i presidir les sessions de la Junta o Assemblea veïnal, dirigir les seves deliberacions i decidir els empats amb vot de qualitat.
b) Executar i fer complir els acords de la Junta o Assemblea veïnal.
c) Aplicar el Pressupost de l'Entitat, ordenant pagaments amb càrrec al mateix, i retre comptes de la seva gestió.
d) Vigilar la conservació de camins rurals, fonts públiques i muntanyes, així com els serveis de policia urbana i de subsistències.
i) Totes les altres facultats d'administració de l'Entitat no reservades expressament a la Junta o Assemblea veïnal.
- Art 41.

1. La Junta o Assemblea veïnal tindrà les següents atribucions:
a) L'aprovació de Pressupostos i Ordenances d'exaccions, la censura de comptes i el reconeixement de crèdits, sempre que no existeixi dotació pressupostària.
b) L'administració i conservació de béns i drets propis de l'Entitat i la regulació de l'aprofitament de béns comunals.
c) L'exercici d'accions judicials i administratives.
d) En general, quantes atribucions s'assignen per la Llei a l'Ajuntament Ple pel que fa a l'administració del Municipi, en l'àmbit de l'Entitat.
2. Els acords de la Junta o Assemblea veïnal sobre disposicions de béns i operacions de crèdit i expropiació forçosa hauran de ser ratificats per l'Ajuntament respectiu.